# (107052) Aquincum
(107052) Aquincum est un astéroïde de la ceinture principale.

## Description
(107052) Aquincum est un astéroïde de la ceinture principale. Il fut découvert le 1er janvier 2001 à Piszkesteto par Krisztián Sárneczky et László L. Kiss. Il présente une orbite caractérisée par un demi-grand axe de 2,36 UA, une excentricité de 0,13 et une inclinaison de 5,5° par rapport à l'écliptique.

## Compléments